# SM Caen
Stade Malherbe Caen este un club de fotbal din Caen, Franța, care evoluează în Ligue 2.

## Jucători notabili
- Jean-François Domergue (1988–89)
- Brian Stein (1988–90)
- Graham Rix (1988–91)
- Piet den Boer (1990–91)
- Jesper Olsen (1990–92)
- Gabriel Calderón (1992–93)
- Célio Silva do Nascimento (1993–94)
- Alexander Mostovoi (1993–94)
- Kennet Andersson (1994–95)

## Antrenori
| Perioadă | Antrenor         |
| -------- | ---------------- |
| 1934–35  | François Konya   |
| 1935–36  | Jean Gast        |
| 1936–38  | Maurice Cottenet |
| 1938–44  | Jean Gast        |
| 1944–46  | Karoly Mayer     |
| 1946–47  | Armand Deruaz    |
| 1947–49  | Charles Carville |
| 1949–52  | Jules Vandooren  |
| 1952–53  | Jean Prouff      |
| 1953–55  | Eugène Proust    |
| 1955–58  | André Grillon    |
| 1958–59  | Marcel Leperlier |
| 1959–61  | Louis Requier    |

| Perioadă            | Antrenor            |
| ------------------- | ------------------- |
| 1961–62             | Albert Eloy         |
| 1962–64             | Marcel Mouchel      |
| 1964–67             | Jean Vincent        |
| 1967–72             | Célestin Oliver     |
| 1972-Dec. 1972      | Bernard Lelong      |
| Dec. 1972           | Guy Lunel (interim) |
| Dec. 1972–Nov. 1973 | Émile Rummelhardt   |
| Nov. 1973–79        | Jacques Mouilleron  |
| 1979–83             | Alain Laurier       |
| 1983–88             | Pierre Mankowski    |
| 1988–Dec. 89        | Robert Nouzaret     |
| Dec. 1989–94        | Daniel Jeandupeux   |
| 1994–96             | Pierre Mankowski    |

| Perioadă           | Antrenor                          |
| ------------------ | --------------------------------- |
| 1996–97            | Guy David                         |
| 1997–Nov. 97       | Gabriel Calderon                  |
| Nov. 1997          | Daniel Jeandupeux (interim)       |
| Nov. 1997–sept. 00 | Pascal Théault                    |
| Sept. 2000         | Christophe Desbouillons (interim) |
| Sept. 2000–01      | Jean-Louis Gasset                 |
| 2001–02            | Hervé Gauthier                    |
| 2002–May 5         | Patrick Remy                      |
| Mai 2005           | Franck Dumas (interim)            |
| 2005–09            | Franck Dumas et Patrick Parizon   |
| din 2009           | Franck Dumas et Patrice Garande   |